# زامي: طريقة جديدة لنطق اسمي
زامي: طريقة جديدة لنطق اسمي هو كتاب بيوميثولوجيا نُشر في عام 1982 وصُنِّف تحت سلسلة الشعر الأمريكية للشاعرة أودري لورد، قدّم هذا الكتاب نوعًا جديدًا يسميه الكاتب بيوميثولوجيا الذي يجمع بين التاريخ والسيرة الذاتية والأساطير، تكتب لورد في النص أن "زامي" هو "اسم كارياكو للنساء اللواتي يعملن معًا كأصدقاء وعشيقات" مشيرة إلى أن كارياكو هي الجزيرة الكاريبية التي هاجرت منها  والدتها ويتبين أن الاسم مناسبًا: تبدأ لورد بكتابة أنها تدين قوتها وصلابتها للنساء في حياتها وكرست العديد من صفحات الكتاب  صور مفصلة لنساء أخريات.

## ملخص القصة
تكبر أودري لورد في هارلم في الثلاثينات والأربعينات، لوالدين من الهنود الغربيين السود، تعاني لورد من ضعف في البصر منذ سن مبكر جدًا مما عزز عزلتها من محيطها وعائلتها التي لا تُظهِر لها الكثير من الدفء أو المحبة، إن شقيقتيها الأكبر سنًا فيليس وهيلين قريبتين جدًا منها لكنهما نادرًا ما يذكران في زامي ولا تقضي لورد الكثير من الوقت معهما، يُعاقبها والديها والبالغين الآخرين بقسوة خاصةً والدتها وذلك بسبب وقاحتها!
لا تتحدث لورد حتى سن الرابعة إلا عندما تعلن أنها تريد أن تقرأ وتلتزم على الفور بهذه الرغبة، شهدت العنصرية منذ صغرها حيث قام  مالك منزل العائلة بشنق نفسه بسبب إجباره على إيجار الشقة للأشخاص السود، عندما ذهبت الأسرة في رحلة إلى واشنطن لم يُسمح لهم بتناول الآيس كريم في محل الوجبات الخفيفة بسبب قوانين جيم كرو.
على الرغم من العنصرية المفرطة التي واجهتها لورد في حياتها اليومية في تلك الفترة إلا أنها حاولت والدتها حمايتها منها، عاشت أيضًا الوقت الذي كان فيه الناس البيض يبصقون عليهم ولكن والدتها تحُط من قدر هؤلاء الأشخاص من الطبقة الدنيا لأنهم يبصقون في الهواء.
بعد أن حانت دورة لورد الشهرية الأولى في سن الخامسة عشرة صادقت عدد قليل من الفتيات غير السود في مدرسة هانتر كوليج الثانوية اللاتي يلقبن أنفسهن بـ "المعترف بهن"، تُنتخب لورد كمحررة أدبية لمجلة الفنون في المدرسة وتبدأ في كتابة الشعر، تترك منزلها بعد التخرج وتشترك في شقة مع أصدقاء جين (أحد أعضاء "المعترف بهن") وتنقطع عن التواصل مع والديها وشقيقتيها، في الوقت نفسه كانت على علاقة برجل يُدعى بيتر وهو فتى أبيض يتخلى عنها في ليلة رأس السنة بعد اكتشافه أنها حامل ولكن في النهاية تقرر لورد الخضوع للإجهاض.
بعد أن قضت فترة تعيسة في كلية هانتر تنتقل إلى ستامفورد في كونيتيكت للعمل في مصنع حيث تكون ظروف العمل فيه فظيعة، تعود بعد وفاة والدها إلى نيويورك وتبدأ علاقة مع بيا التي انتهى بها المطاف محطمة القلب عندما قررت الابتعاد والانتقال إلى المكسيك، تذهب حينها إلى الجامعة وتعمل كسكرتيرة في مستشفى في كويرنافاكا ثم تلتقي بالعديد من النساء المستقلات وغالبيتهن مثليات؛ تبدأ علاقة مع واحدة منهن تُدعى إيودورا تعمل في مكتبة، تستكشف لورد بعد ذلك في نيويورك حانة للسحاقيات وتعيش مع حبيبتها موريل، ثم تتعرف بامرأة أخرى تُدعى لين وتعيش معهما وترحل بدون سابق إنذار بعد أن تسرق مدخراتهما، وأخيرًا تبدأ لورد علاقة مع أم تدعى أفريكيت التي تقرر المغادرة لرعاية طفلها ثم ينتهي الكتاب بتكريم لوالدة لورد.

## الشخصيات
- - أودري لورد، الكاتبة
  - ليندا لورد، والدة أودري إنها تعرف الباتوا، تحضر الغداء للأب ويُسأل كل طفل مرة أو مرتين في السنة عن الطبق الذي يرغبون في تناوله للعشاء، أما الأب يبقي مسافة بينه وبين الأسرة ما لم يتعرض للتجاهل أو التحدث بكلام غير لائق للأم فيتدخل، إنها تشعر دائمًا بالحنين إلى "الوطن" وهو المجتمع الجزري الذي هاجرت منه حيث تستطيع العمل كعاملة تنظيف ولكن فقط لأنها فاتحة البشرة بما يكفي لتمر كإسبانية لكن عندما يكتشف صاحب العمل أنها سوداء يطردها، ثم تعيش فترة أطول من زوجها وترفض الحليب المجاني المقدم للعائلات الفقيرة.
  - فيليس وهيلين، شقيقتا أودري الكبريتين
  - ذا برانديد، أصدقاء أودري في المدرسة الثانوية
  - ماكسين، صديقة يهودية لأودري في المدرسة الثانوية
  - جيني، الملقبة بجينيفيف وهي أقرب صديقة لأودري في المدرسة الثانوي وتلتحق بدروس الرقص ثم انتهى المطاف بها منتحرة، هي أول شخص تحبه أودري بصورة واعية وحقيقية
  - لويزا، والدة جيني
  - فيليب تومسون، والد جيني الذي غادر المنزل في سن مبكر وعاد عندما كانت في الخامسة عشر من عمرها
  - إيلا، زوجة أب جيني
  - بيتر، فتى أبيض كان يواعد أودري في نيويورك
  - جينجر، زميلة أودري في المصنع في ستامفورد؛ أول حبيبة لأودري من الإناث، انتقلت أودري في وقت لاحق للعيش مع جينجر ووالدتها ودفعت الإيجار للغرفة والطعام.
  - بيا، هي حبيبة أودري التقتا في نيويورك، كانتا تواعدان بعضهن البعض فقط بسبب حقيقة أنهن مثليتين، كانتا من المفترض أن يذهبن إلى المكسيك ولكن أودري أخرقت وعدها عندما أدركت أنها ستكون فكرة سيئة أن يذهبن معًا، بالرغم من أن أودري تفعل كل شيء ولم تكن بيا متجاوبة، حيث يتنقلا بين فيلادلفيا ونيويورك لرؤية بعضهما.
  - يودورا، امرأة كبيرة في السن وحبيبة أودري في المكسيك، كانت صحفية ومدمنة كحول، كما أنها مولعة بثقافة وتاريخ المكسيكيين، كان لديها محل لبيع الملابس مع زوجها السابق في المدينة المكسيكية التي يعيشون فيها، فقدت إحدى ثدييها بسبب السرطان.
  - موريل، حبيبة أودري، تتسم علاقتها بها بأنها ولأول مرة تكون في علاقة طويلة المدى، تنتقل موريل للعيش مع أودري، تم تشخيص موريل بفصام الشخصية وخضعت لعلاج التحريض الكهربائي، تدعم أودري موريل ماليًا، قدمت جينجر موريل لأودري حيث كانت موريل تشغل نفس الوظيفة في مصنع ستامفورد قبل أودري.
  - ريا، زميلة السكن لأودري في نيويورك بعد العودة من المكسيك وهي امرأة بيضاء مستقيمة يتعرض عملها السياسي للخطر بسبب العيش مع مثلية سوداء، تترك نيويورك للانتقال إلى شيكاغو بهدف الحفاظ على وظيفتها تحت ذريعة بدء حياة جديدة بعد انتهاء علاقتها، لكن أودري لا تعلم بشيء في ذلك الوقت، كما عاشت أودري مع ريا قبل الذهاب إلى المكسيك. ريا لم تحظ بعلاقات رومانسية مرضية وتتساءل بشوق عن الحب الذي يعيشه موريل وأودري في بداية علاقتهما.
  - فيليشيا، الملقبة بـ "فلي"، هي مثلية سوداء لديها علاقة قريبة ولكن بلا توجه جنسي مع أودري
  - لين، هي مثلية تعيش مع موريل وأودري لفترة من الوقت وتكون حبيبة مشتركة لهما خلال هذه الفترة
  - توني، معرفة قديمة لأودري من المدرسة الثانوية، تكتشف أنها مثلية
  - جيري، مثلية سوداء من كوينز تُعرف جيري وشريكتها بأمسياتهما الرائعة التي تتميز بتقديم الطعام الوفير على عكس الأمسيات في منطقة الجانب الغربي العلوي التي لا تحتوي على الكثير من الطعام وتكون أكثر توترًا.
- كيتي، المعروفة أيضًا باسم أفريكيت، آخر الحبيبات المذكورات في الكتاب، تعرفت على جيري ولديها ابنة تتركها بشكل مفاجئ إلى أتلانتا لزيارة والدتها وابنتها، لم ترها لورد مرة أخرى ولكنها تذكر أن كيتي ستظل دائمًا جزءًا منها.

## المواضيع الرئيسية
- - المثلية الجنسية - يصف الكتاب طريقة عيش المثليات في مدينة نيويورك وكونيتيكت والمكسيك خلال الفترة من الخمسينات حتى السبعينات.
  - العنصرية - يسهم المالك الذي شنق نفسه وحادثة الآيس كريم في واشنطن وزيادة الشكوك خلال فترة مكارثي في تسليط الضوء على موضوع العنصرية.
  - الأم - تتسلل العلاقة الصعبة التي تربط لورد بوالدتها التي تعتبرها المصدر الذي منحها شعورًا معينًا بالقوة عبر الكتاب.
  - مكارثية وقضية روزنبرغ أيضًا مذكورتان.

## النقد
في 5 نوفمبر 2019، قامت BBC News بتصنيف كتاب "زامي: تهجئة جديدة لاسمي" على قائمتها لأكثر 100 رواية مؤثرة.